# Concept (album)
Cet article concerne l’œuvre du groupe IAM. Pour le type spécifique d’album musical, voir Album-concept.
Pour les articles homonymes, voir Concept.
Albums de IAM
... De la planète Mars
(1991)
Concept est le premier projet du groupe de rap français IAM, à mi-chemin entre la démo et l'album (voir infra). Il est sorti en janvier 1990 à 400 exemplaires, produit par le label indépendant Ròker Promocion du Massilia Sound System. Concept annonce la couleur du premier album studio d'IAM, … De la planète Mars, sorti un an plus tard.
Le projet marque une étape importante dans l'histoire du groupe : « Il y avait un "avant" et un "après" Concept. Nous nous voyions comme une bande de potes à fond dans le hip-hop, nous prenons conscience grâce à Concept que nous sommes devenus le groupe IAM. »

## Production
Concept a été enregistré en une semaine devant le chauffe-eau de l'appartement de Kheops aménagé pour l'occasion,  et dans le salon de Papet J du Massilia Sound System  sur un enregistreur quatre pistes à cassettes,. Le mixage est réalisé par Prince T.
La pochette, en collages et coloriages, a été réalisée par les membres du groupe. Un fascicule de douze pages présente les membres du groupe Akhenaton, Shurik'n et Kheops avec leur photo, les remerciements, un dessin de pyramides et une carte de l'Égypte, la signification du nom du groupe IAM et un lexique.
Imhotep décrit The Real B-Side comme « la naissance et la profession de foi du rap français: "Tout commence sur la face B". C’est comme si la lumière avait jailli de l’obscurité. »
Plusieurs morceaux de Concept ont été repris en versions alternatives dans l'album suivant du groupe, … De la planète Mars : IAM (renommé IAM concept) ; Wake up ; Red, black, green ; Soumis à l'État (renommé Non soumis à l'État).

### Premier album, démo, EP ou «album zéro»?
Dans son livre Entre la pierre et la plume, IAM écrit considérer Concept comme « son premier album » Pourtant, le statut de Concept dans la discographie d'IAM ne fait pas consensus. De par ses conditions d'enregistrement et de production et de par sa diffusion en très petit nombre, certains le qualifient de démo. Le fait que plusieurs de ses morceaux aient été réenregistrés pour l'album studio … De la planète Mars peut faire parler d'EP.
D'autres préfèrent le désigner « album zéro » : si on considère que, de par son titre, Saison 5 est le cinquième album, un décompte à rebours désigne ... De la planète Mars comme le premier album, et donc Concept comme l'album zéro.

## Diffusion
Selon Vincent Piolet, Concept fut produit à 400 exemplaires au format cassette et 150 exemplaires de l'album furent vendus. La cassette est désormais épuisée et non rééditée mais est encore trouvable en téléchargement non officiel sur Internet.

## Samples
Le sample utilisé sur le morceau The Real B-Side (Marvin Gaye, "T" Stands for Trouble) est à l'origine de la discorde entre IAM et l'autre groupe phare de rap français à cette période, Suprême NTM. Vincent Piolet rapporte que Kool Shen et JoeyStarr sont immédiatement impressionnés par cette cassette et particulièrement par Akhenaton. Joeystarr, en revenant de Nice où il avait acquis la cassette, en fait plusieurs copies et les distribue autour de lui. Kool Shen rappelle les paroles de Joeystarr après sa rencontre avec le groupe à Marseille : « J’ai vu des Martiens. Ils ont quatre-vingt textes en boîte. Akhenaton est un ouf. »